# Harbour Point
Der Harbour Point (englisch für Hafenspitze) ist eine Landspitze an der Nordküste Südgeorgiens. In der Stromness Bay trennt sie den Leith Harbor vom Stromness Harbour.
Die Benennung der Landspitze ist seit mindestens 1920 bekannt und geht vermutlich auf Walfänger zurück, die in der Stromness Bay operierten.